# Jabuka
Jabuka, oder Das Apfelfest (italiano, Jabuka, ossia La festa delle mele) è un'operetta di Johann Strauss su libretto di Max Kalbeck e Gustav Davis.

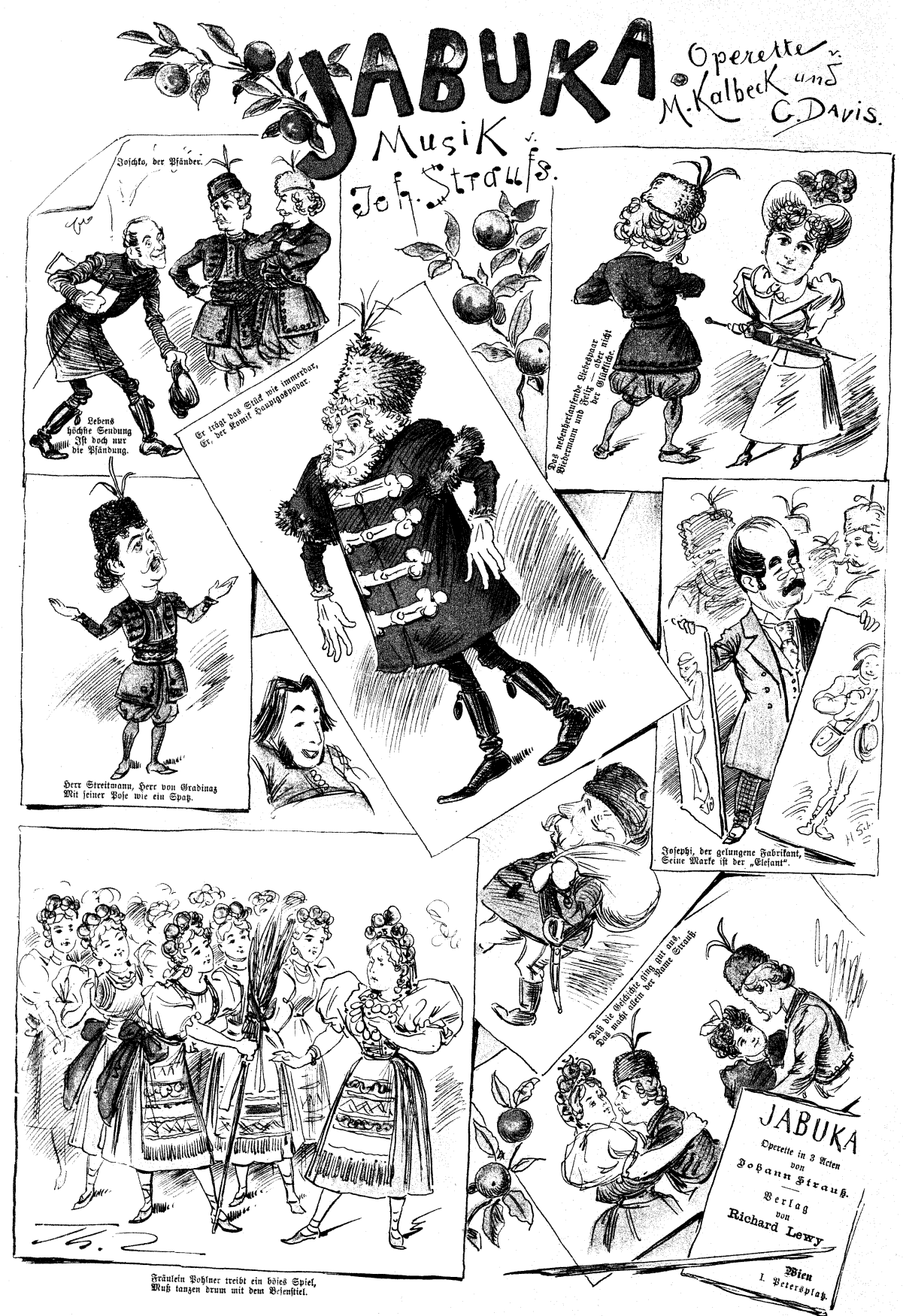
Pagina che il giornale Der Floh dedicò alla prima dell'operetta Jabuka.

## Le origini
Jabuka è la 14º operetta di Johann Strauss. La sua prima fu data il 12 ottobre 1894, al Theater an der Wien, durante una settimana veramente speciale, in cui la città festeggiava il 50º anniversario dal debutto artistico di Strauss, avvenuto il 15 ottobre 1844. La prima, che nel cast comprendeva il grande Alexander Girardi, si pose a coronamento delle celebrazioni e fu un successo per Strauss. Malgrado l'evidente debolezza del libretto.
Strauss si avvicinò alle melodie slave, presenti in Jabuka, a seguito dell'enorme successo ottenuto dall'opera di Smetana La sposa venduta andata in scena a Vienna nel 1892 durante l'esposizione universale della musica. Jabuka ebbe due librettisti, Max Kalbeck che scrisse la trama e Gustav Davis che scrisse il libretto. Max Kalbeck fu un giornalista di tutto rispetto e responsabile, fra le altre cose, della traduzione in lingua tedesca del libretto dell'opera La sposa venduta in occasione della prima viennese. Jabuka, comunque, segnò il suo vero debutto come autore di trame.
Gustav Davis, al contrario, era già un librettista di esperienza. I due librettisti, però, entrarono ben presto in conflitto fra loro: da un lato Max Kalbeck cercava di spingere Johann Strauss a impostare il lavoro come un'opera, mentre Gustav Davis tentava di mantenere per il lavoro la classica forma di operetta. Alla fine i due librettisti interruppero la loro collaborazione. Il risultato fu da un lato un libretto debole, ma sul lato musicale, un lavoro molto interessante, in parte opera, e in parte operetta.
L'azione dell'operetta si svolge in Serbia nel XIX secolo.

## Trama

### Atto 1
Serbia, fra i villaggi di Gradinaz e Raviza.
Gli uomini e le donne locali si ritrovano nella locanda di Staklo, tra le città di Gradinaz (Gradinac) e Raviza (Ravica), per prendere parte a Jabuka, l'annuale festa delle mele. È giunto il momento per le future spose e per i futuri sposi di incontrarsi. Secondo le usanze, quando un ragazzo è interessato a una ragazza, morde una mela e gliela porge. Se la ragazza si dimostra interessata al ragazzo, allora anche lei morde la mela e ne prende un boccone. Altrimenti, se restituisce la mela senza averla assaggiata, significa che non è interessata.
I due nobili decaduti e impoveriti Mirko e Vasil da Gradinaz giungono con la loro carrozza. Entrambi sono speranzosi di poter risolvere i propri problemi finanziari vendendo il loro fatiscente castello a Bambora, un ricco proprietario di una fabbrica di amido.
Nel caso in cui l'affare non si dovesse realizzare, i fratelli sono pronti a cercare due ricche spose in modo tale da sistemare la loro precaria situazione finanziaria. Appena giunti vengono subito presi di mira dalla popolazione e sbeffeggiati per la loro povertà: per essere serviti devono convincere, a fatica, l'oste Staklo di essere in grado di pagare. Intanto Staklo parla ai due fratelli di Jelka, la bella figlia di un ricco agricoltore che parteciperà sicuramente alla festa.
Joschko, un ufficiale giudiziario, entra nella taverna di Staklo accompagnato dal suo aiutante Franjo. Joschko si lamenta della dura vita che il suo lavoro gli comporta. La gente preferisce pagare tutti i debiti piuttosto che farsi sequestrare i beni. Si lamenta con Staklo delle sue ultime pessime giornate: non ha sequestrato un bel nulla, tranne qualche vecchio abito che Franjo porta in un sacco. L'unica speranza sono i due fratelli di Gradinaz.
Joschko incontra Vasil e Mirko, i quali sono molto preoccupati che possa prendere i loro beni prima di poterli vendere a Bambora. Mirko distrae Joschko, mentre Vasil accoglie Bambora che è appena arrivato con la figlia Annita. Bambora si vantava della sua attività e del suo amido, Vasil, invece, parla del suo castello e della lunga serie di illustri antenati che li vi avevano vissuto. I due uomini iniziano a giocare a carte e cercano di imbrogliarsi a vicenda in ogni modo.
Mischa, il ricco agricoltore, entra rumorosamente con la sua bellissima figlia Jelka e sua zia Petrija. Esso è sconvolto poiché la sua carrozza si è rotta e perciò lui e le due dame non potranno arrivare alla festa. Jelka, nel frattempo, canta un'aria nella quale esprime tutta la gioia dell'essere la regina della festa delle mele.

### Atto 2
Gradinaz, Castello di Mirko e Vasil.
Al castello di Mirko e Vasil, a Gradinaz, i servitori chiedono a gran voce di essere pagati. Tutti quanti vorrebbero partecipare a Jabuka, ma non hanno i soldi e perciò, se non verranno pagati al più presto, rischiano di non potervi partecipare. Giunge Mirko e invita tutti a seguirlo alla festa nel suo castello gratuitamente. Per il momento, tutti si dimenticano dei loro problemi e decidono di partecipare. Nel frattempo anche Bambora e sua figlia Annita giungono al castello. Il piano di Mirko è quello di far credere a Jelka di trovarsi in una locanda di Raviza.
Vasil ammette di amare Annita, e canta insieme a lei che la felicità esiste solo quando due cuori si fondono insieme.
Mirko fa gli ultimi preparativi per l'arrivo di Jelka, in modo che il castello si presenti come una locanda. Joschko entra, vestito come un magnate, insieme a Jelka, Petrija, e l'oste Staklo. Jelka è sorpresa dall'insolito aspetto della locanda e nel rivedere Mirko nuovamente.
I due hanno un'altra discussione. Alla fine Jelka è sconvolta e chiede una stanza per sé. Mirko ne approfitta e la fa sistemare nella sua camera da letto. Poi, ringrazia Joschko per il lavoro ben fatto, ma è soprattutto Joschko a essere lieto poiché sta per impadronirsi della proprietà. Mirko non si sofferma più di tanto, è solo preoccupato che qualcuno possa vedere Joschko mentre appone i sigilli sulla merce che dovrà sequestrare. Alla fine della scena, Bambora ritorna, Vasil presenta Joschko come suo zio, il Conte di Gradinaz, un esperto di antiquariato che sta mettendo il suo sigillo di approvazione su vari oggetti di famiglia.
Bambora è ossessionato dall'idea che attraverso il matrimonio di sua figlia potrebbe ottenere la proprietà del castello ed un titolo nobiliare, e per ciò non si oppone alla relazione tra sua figlia e Vasil. Per rendere la farsa ancora più credibile, Mirko accoglie gli agricoltori locali come suoi nobili ospiti.
Le persone del paese gioiscono nel sapere che il cibo e le bevande sono gratuite e incoraggiano gli altri a venire a festeggiare Jabuka. Joschko dichiara che Jabuka, la festa delle mele, ha avuto inizio e i ragazzi, che tengono in mano delle mele, vanno a consegnarle alle ragazze. Solo Mirko dà una mela a Jelka, tutti gli altri si allontanano da lei.
Le ragazze ballano e restituiscono le loro mele, morse, ai ragazzi. Vasil e Annita si sono già dichiarati il sì vicendevolmente, ma Jelka, dopo una lieve esitazione, lancia la sua mela ai piedi di Mirko. Mirko si offende, ma tuttavia è ancora innamorato alla ragazza. Tutti gli altri ridono di lei.
Mirko confessa a Jelka di provare qualcosa per lei, ma viene rifiutato. Allora si offre di prestare la sua carrozza in cambio di un bacio dalla ragazza, ma Jelka rifiuta ancora. Per punirla, Mirko chiede a Joschko di indossare uno degli abiti che ha sequestrato, fingere di essere un ricco magnate, caricare Jelka nella sua carrozza e portarla a Gradinaz anziché a Raviza.
Mirko chiede a Jelka, ancora una volta, un bacio. Lei accetta, ma gli concede solo un bacio formale. Mirko chiede di più, ma Jelka, si mette a ridere.
Mentre Jelka parla a proposito della richiesta di Mirko, giunge Joschko con la sua carrozza le offre un passaggio per Raviza. Lei accetta facilmente e sale. C'è spazio solo per lei e la zia Petrija; suo padre Mischa dovrà invece camminare dietro la carrozza. Le donne del posto consigliano a Jelka di non essere troppo orgogliosa perché, le dicono, potrebbe poi pentirsene. Mirko è felice poiché il suo piano si è messo in atto, e Joschko attende la sua ricompensa, il sequestro del castello. Tutti sono in partenza per la festa.

### Atto 3
Gradinaz, Castello di Mirko e Vasil.
Il ricco agricoltore Mischa, padre di Jelka, entra. La verità viene così a galla: Jelka è nella camera da letto di Mirko e si trova a Gradinaz, invece che a Raviza. Bambora cerca di risolvere la situazione dicendo che cose del genere accadono solo nelle migliori famiglie.
Joschko beve gli alcolici che ha sequestrato e, ubriaco, racconta la verità su chi è. Bambora è sconvolto e va alla ricerca di sua figlia, per allontanarla da Vasil. Joschko è felice perché può finalmente prendere tutto ciò che vuole. Il padre di Jelka, Mischa, accusa Joschko di frode, ma poi gli chiede di aiutare a sistemare le cose tra Jelka e Mirko. Joschko dice che lo farà senza richiedere nulla in cambio.
Le ragazze stanno ridendo di Jelka, dicendole che deve accontentarsi di un manico di scopa come fidanzato e che con quello scopa dovrà ballare. Mirko corre in suo aiuto e finalmente anche Jelka si rende conto di ricambiare il suo amore.
Annita, Vasil, Jelka e Mirko cantano una canzone d'amore. Tutti quanti sono felici, rientrano in scena e un'altra festa ha inizio.

## Brani famosi
- Introduzione - Jabuka wird gefeiert heut'!, Staklo, Coro (atto I)
- Im ganzen Land bin ich bekannt, Joscho (atto I)
- Zivio! Zivio! Lasst die Glaser erklingen!, Mirko, Joschko, Franjo, Anitta, Vasil, Bambora (atto I)
- Heraus da! Heraus! Naher, Weib und Mann!, Jelka, Petrija, Mirko, Joschko, Mischa, Staklo, Coro (atto I)
- Es war einmal, es war einmal im Marchen nur, Annita, Vasil (atto II)
- Wie die Chroniken vermelden, Joschko, Annita, Mirko, Vasil, Bambora (atto II)
- Naher, naher, nur herbei!, Jelka, Annita, Petrija, Mirko, Vasil, Joschko, Bambora, Mischa, Coro (atto II)
- Preludio, Adele (atto III)
- Mit den schlechten Zeiten ist es jetzt vorbei, Joschko (atto III)
- Sag' doch, Jelka, Coro (atto III)
- Siehe die Sonne vergluh'n in Pracht, Jelka, Mirko, Annita, Vasil (atto III)
- Ob auch das Gluck uns warten lasst, Jelka, Annita, Mirko, Sava, Joschko (atto III)

## Parafrasi
Com'era sua abitudine, rielaborando i motivi e le più belle melodie di Jabuka, Strauss ricavò una serie di brani per le sale da concerto:
- Ich bin dir gut!, Valzer, Op. 455
- Zivio! Marsch, Op. 456
- Das comitat geht in die Höh'!, Polka-schnell, Op. 457
- Tanze mit dem Besenstiel!, Polka-française, Op. 458
- Sonnenblume, Polka-mazurka, Op. 459
- Jabuka-Quadrille, Op. 460